# Zadov
Zadov è una frazione di Stachy, comune ceco del distretto di Prachatice, in Boemia Meridionale.
Stazione sciistica specializzata nello sci nordico, ha ospitato una tappa della Coppa del Mondo di sci di fondo 1983 ed è attrezzata con il trampolino Churáňov.